# 커리가루

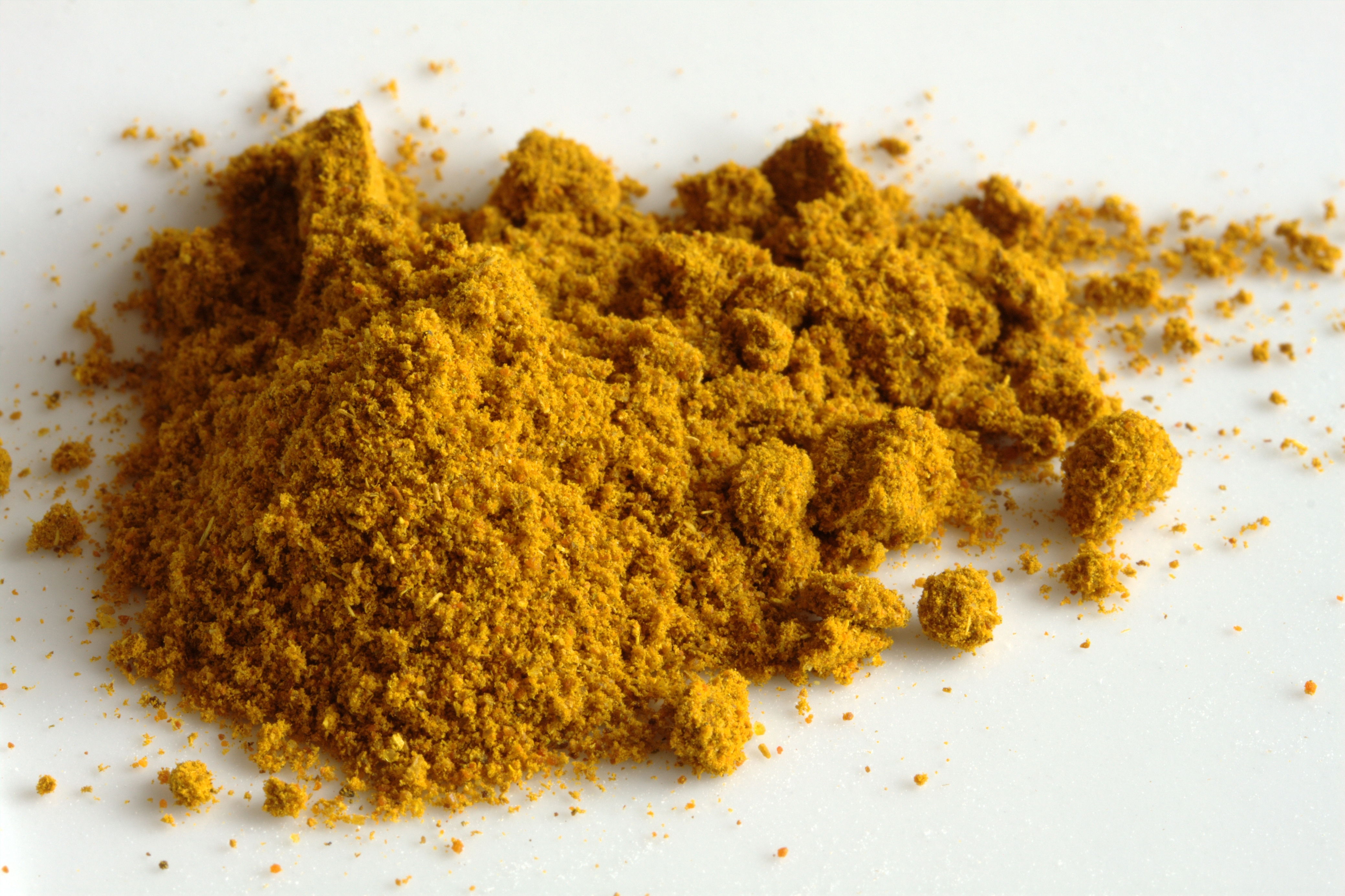
커리가루

커리가루(영어: curry powder 커리 파우더[*])는 남아시아의 배합 향신료이다. 일본 카레에 사용하는 것은 카레가루(일본어: カレー粉 카레코[*])라고도 부른다. 태국 요리에서는 남아시아식 커리를 태국식 커리인 깽과 구분해 "까리(กะหรี่)"라 부르며, 커리가루는 퐁 까리(태국어: ผงกะหรี่)라 불린다.

## 재료
주재료는 울금, 쿠민, 깟씨, 호로파, 고추이며, 그 외에도 마늘, 생강, 회향, 아위, 캐러웨이, 계피, 정향, 겨자 씨, 카다멈(소두구, 향두구), 육두구, 봉술, 커리나무 잎, 필발, 흑후추 등을 넣어 만든다.

## 같이 보기
- 가람 마살라
- 커리 페이스트